# Elthusa epinepheli
Elthusa epinepheli is een pissebed uit de familie Cymothoidae. De wetenschappelijke naam van de soort is voor het eerst geldig gepubliceerd in 2010 door Trilles & Justine.
De cymothoïde isopod Elthusa epinepheli sp. nov., een vertakkende parasiet van de zwarte zadeltandbaars Epinephelus howlandi (Serranidae, Epinephelinae) uit het koraalrif van Nieuw-Caledonië (Zuidwestelijke Stille Oceaan), wordt beschreven en afgebeeld. binnen het geslacht vertoont E. epinepheli enige gelijkenis met E. raynaudii en E. myripripristae. Het ovigereus vrouwtje van E. epinepheli kan worden onderscheiden van E. raynaudii door een minder eivormig lichaam; cephalon diep ondergedompeld in pereoniet 1; ogen bijna verborgen door de amfische processen; pereonieten 3-7 duidelijk in omvang (breedte en lengte); pleonieten 1-5 duidelijk in de breedte; en pleotelson groter. E. epinepheli kan worden onderscheiden van E. myripristae door de voorste rand van het cephalon dat in rugligging wordt afgerond en alle pleonieten zichtbaar zijn. E. epinepheli is de eerste soort Elthusa die gemeld wordt van het gastgeslacht Epinephelus.